# Luba (Abra)
Luba è una municipalità di quinta classe delle Filippine, situata nella provincia di Abra nella Regione Amministrativa Cordillera.
Luba è formata da 8 baranggay:
- Ampalioc
- Barit
- Gayaman
- Lul-luno
- Luzong
- Nagbukel-Tuquipa
- Poblacion
- Sabnangan